# Písková Lhota (district de Mladá Boleslav)
Pour les articles homonymes, voir Písková Lhota.
Písková Lhota (en allemand : Sand-Lhota) est une commune du district de Mladá Boleslav, dans la région de Bohême-Centrale, en Tchéquie. Sa population s'élevait à 946 habitants en 2020.

## Géographie
Písková Lhota se trouve à 5,5 km au sud-sud-ouest de Mladá Boleslav et à 45 km au nord-est de Prague.
La commune est limitée par Mladá Boleslav au nord, par Nepřevázka et Strašnov à l'est, par Brodce au sud, et par Krnsko, Hrušov et Jizerní Vtelno à l'ouest.

## Histoire
La première mention écrite de la localité date de 1398.

## Administration
La commune se compose de deux quartiers :
- Písková Lhota
- Zámostí

## Transports
Par la route, Písková Lhota se trouve à 7 km de Mladá Boleslav et à 53 km du centre de Prague.